# Татарский отдел
| Пермский период в ОСШ (Россия) Деление по состоянию на март 2024 года |              |                |                       |
| система                                                               | отдел        | ярус / век     | Ниж. граница, млн лет |
| Триас                                                                 | Нижний       | Индский        | 251,902±0,024         |
| Пермь                                                                 | Татарский    | Вятский        | 259,51±0,2            |
| Пермь                                                                 | Татарский    | Северодвинский | 264,28±0,16           |
| Пермь                                                                 | Биармийский  | Уржумский      | 266,9±0,4             |
| Пермь                                                                 | Биармийский  | Казанский      | 273,01±0,14           |
| Пермь                                                                 | Приуральский | Уфимский       | ?                     |
| Пермь                                                                 | Приуральский | Кунгурский     | 283,5±0,6             |
| Пермь                                                                 | Приуральский | Артинский      | 290,1±0,26            |
| Пермь                                                                 | Приуральский | Сакмарский     | 293,52±0,17           |
| Пермь                                                                 | Приуральский | Ассельский     | 298,9±0,15            |
| Карбон                                                                | Верхний      | Гжельский      | больше                |

Татарский отдел (англ. Tatarian Series), также верхнепермский и позднепермский отдел — последний (верхний) отдел пермской системы в Общей стратиграфической шкале (ОСШ) России. Охватывает породы, сформировавшиеся в татарскую эпоху пермского периода, 264,28—251,9 миллионов лет назад (всего около 12 миллионов лет). Содержит северодвинский и вятский ярусы. Расположен над уржумским ярусом биармийского отдела пермского периода палеозойской эры и под индским ярусом нижнего отдела триасового периода следующей, мезозойской эры. Соответствует кептенскому ярусу гваделупского отдела и лопинскому отделу в Международной стратиграфической шкале (МСШ).
Название дано в честь народа татаров.
Нижняя граница определена появлением остракод Suchonellina inornata и Prasuchonella nasalia, рыб Toyemia tverdochlebovi и Platysomus biarmicus. Тогда же произошла смена палеомагнитных гиперзон Киаман и Иллаварра.

## История
До конца XX века в стратиграфической шкале Восточной Европы использовался верхнепермский отдел, последним ярусом которого был татарский ярус. В 2006 году при модернизации ОСШ татарский ярус разделили на уржумский, северодвинский и вятский. Уржумский вместе с казанским вошёл в биармийский отдел, а северодвинский и вятский — в новый татарский отдел. В модернизированной ОСШ, как и в МСШ, пермская система подразделяется на три отдела, из которых нижний — приуральский — является общим, в то время как два вышерасположенных отдела различаются по объёму. Нижнесеверодвинский подъярус и нижняя часть верхнесеверодвинского подъяруса татарского отдела находятся в зоне охвата среднепермского гваделупского отдела в МСШ.

## Органический мир
К началу татарской эпохи в Восточно-Европейском регионе появляются группы животных, ранее характерные для южного материка Гондвана: хищные титанофоны (Titanophoneus potens) и дейтерозавры (Deuterosaurus jubilaei) из семейства Anteosauridae, а также растительноядные улемозавры (Ulemosaurus svijagensis). Богатая фауна раннетатарских позвоночных обнаружена в 1930-е гг при раскопаках в Ишеево (Татарстан). Ископаемый материал включает хрящевых рыб Xenosynechodus egloni, палеонисков Platysomus biarmicus, амфибий Enosuchus breviceps, парарептилий Lanthanosuchus watsoni и терапсид: Ulemica invisa, Ulemosaurus svijagensis, Titanophoneus potens, Deuterosaurus jubilaei и Syodon efremovi.
К концу татарской эпохи в регионе происходит смена фаунистического комплекса, вызванная исчезновением эпиконтинентального моря. Многочисленные позднетатарские позвоночные найдены в местонахождении Соколки на Малой Северной Двине. В толще древних русловых песчаников обнаружены амфибии двинозавры и котлассии, крупные парарептилии скутозавры и синапсиды, в числе которых дицинодонты, хищный горгонопс иностранцевия и цинодонт двиния, связанный с происхождением млекопитающих.

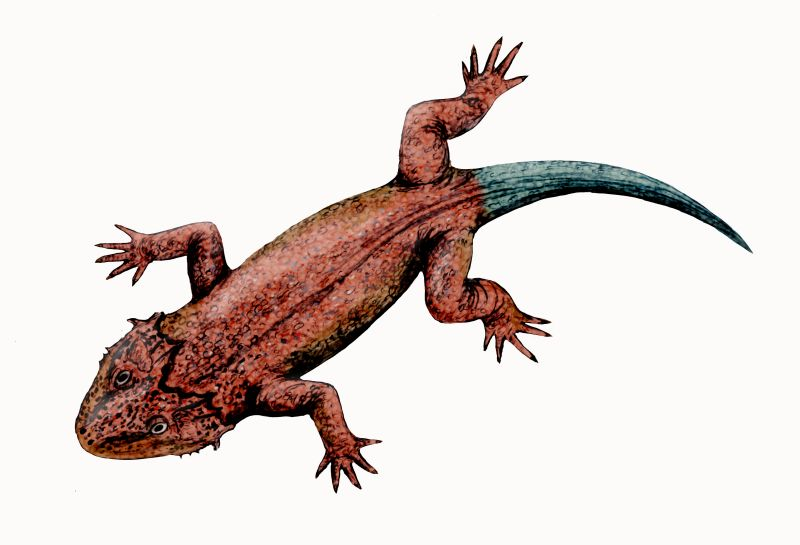
Lanthanosuchus watsoni
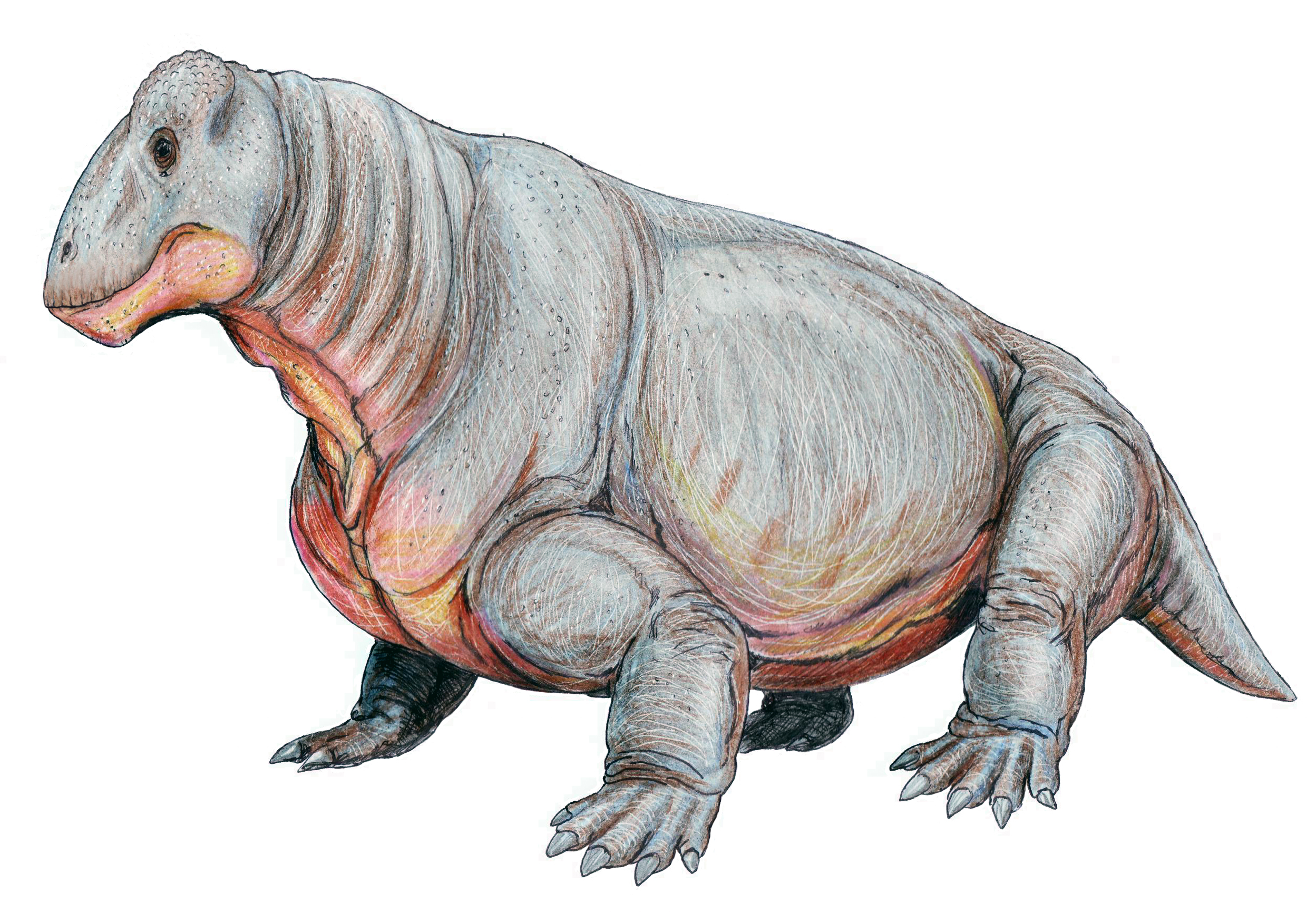
Ulemosaurus svijagensis
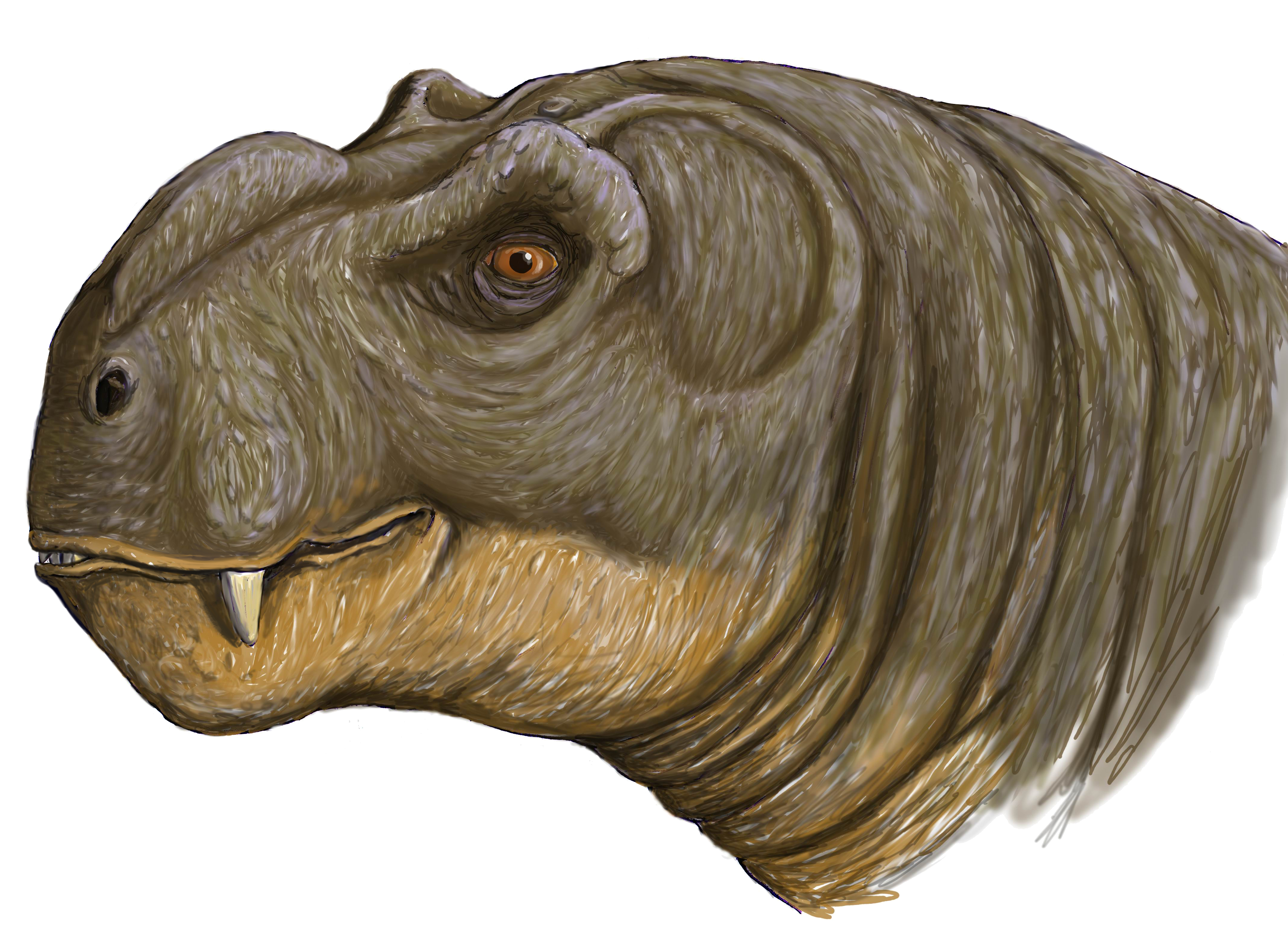
Deuterosaurus jubilaei
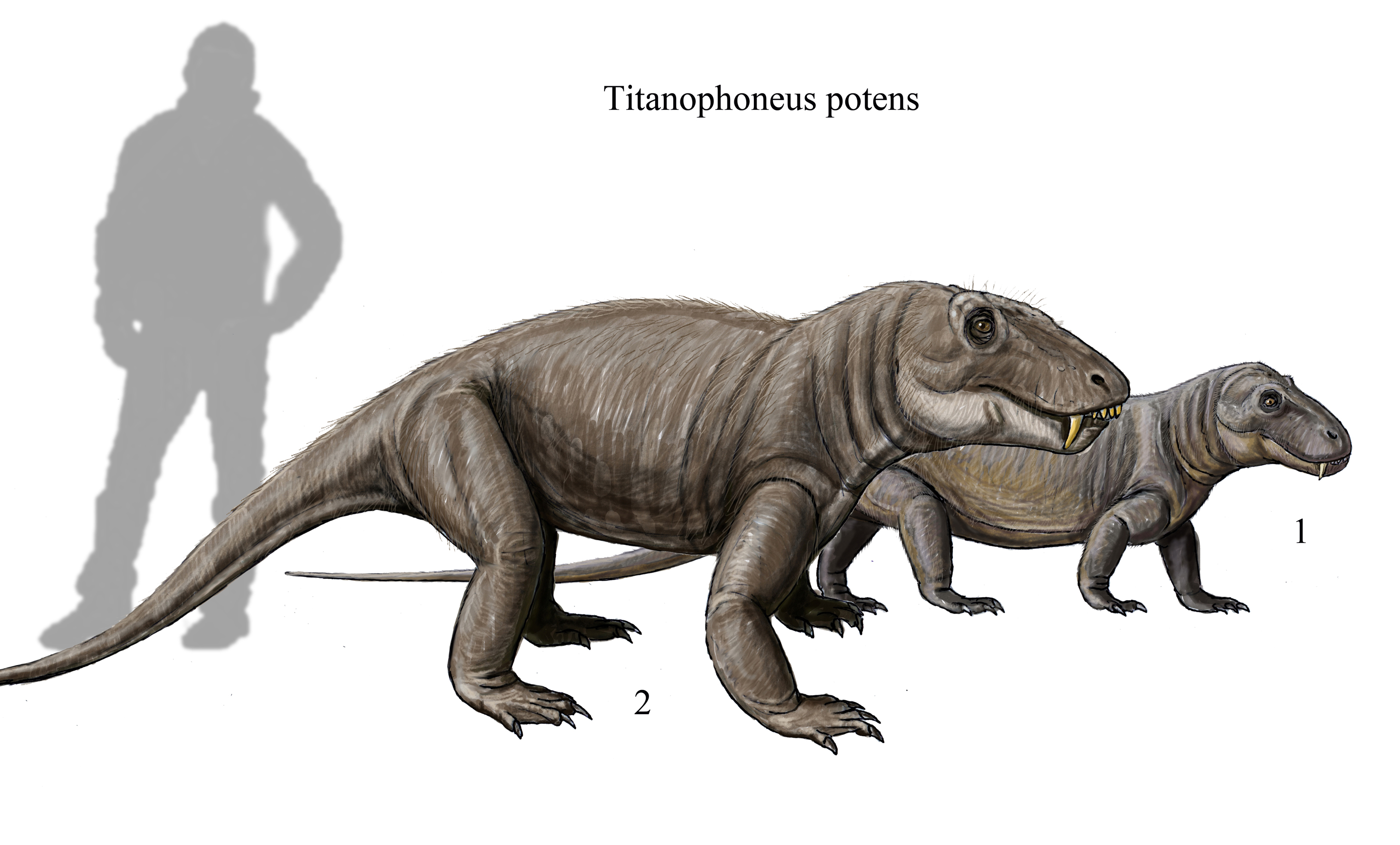
Титанофоны в сравнении с человеком
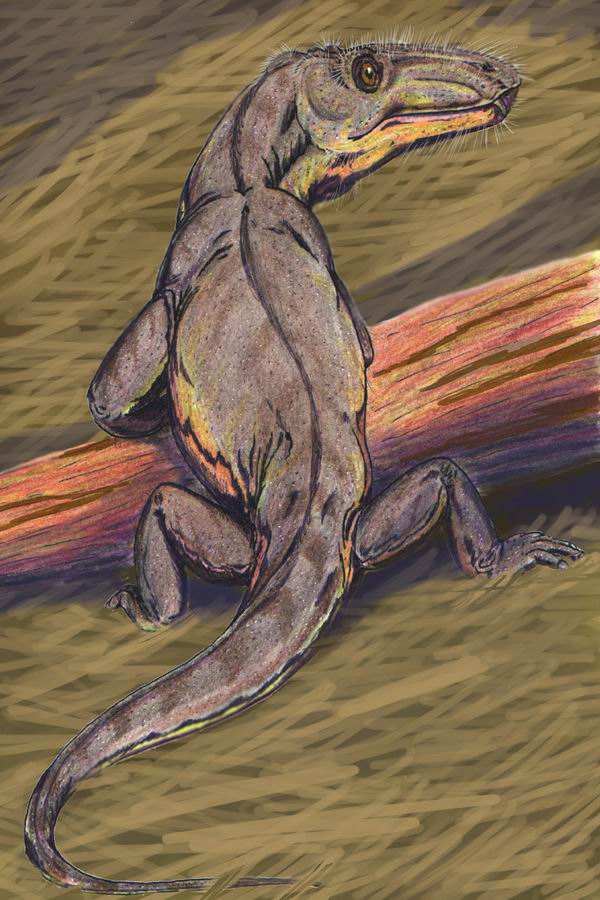
Syodon
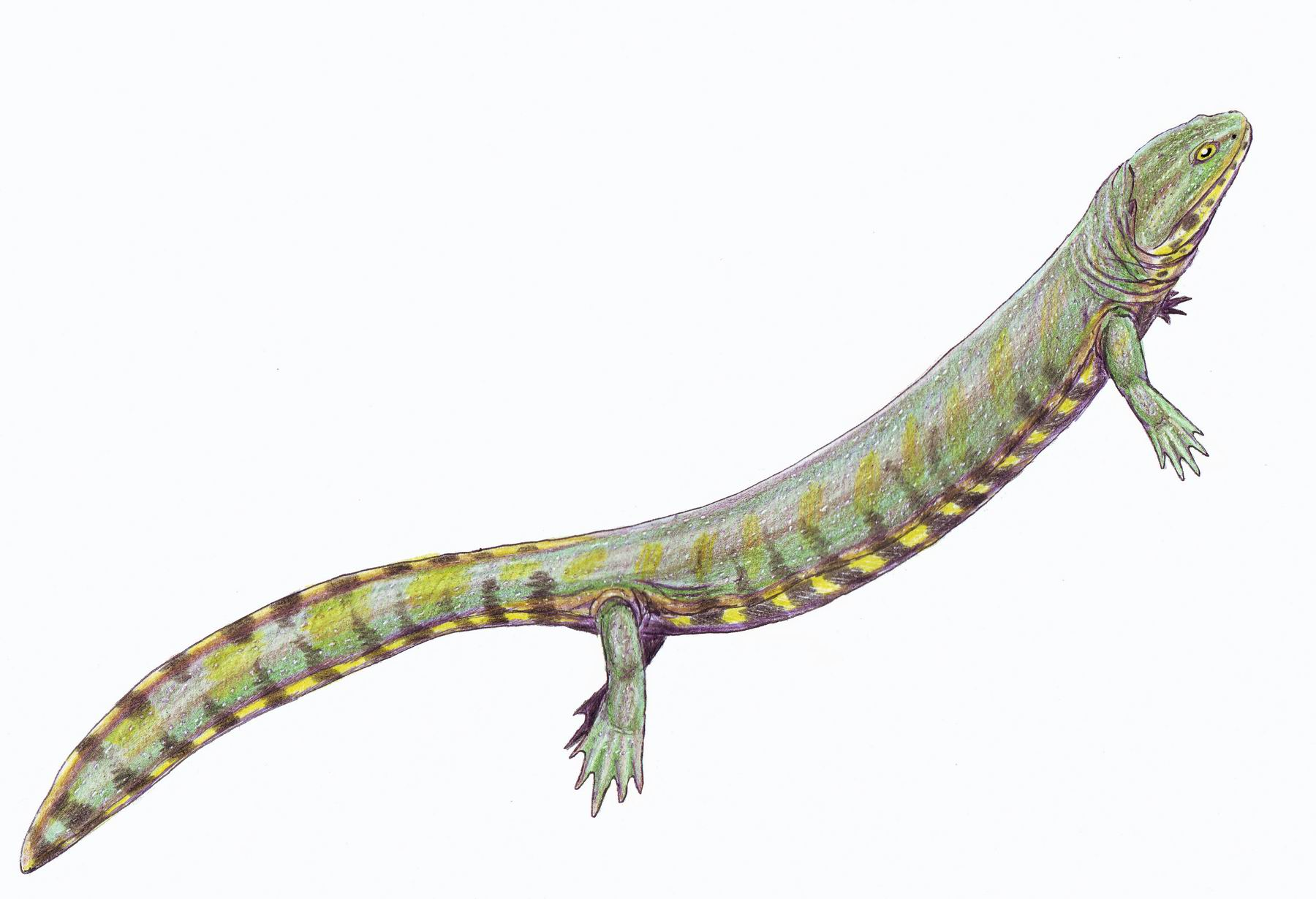
Kotlassia prima
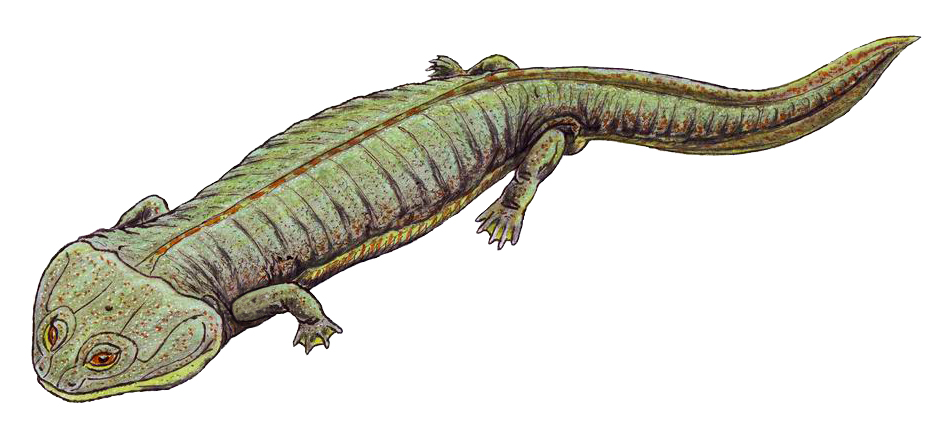
Dvinosaurus primus
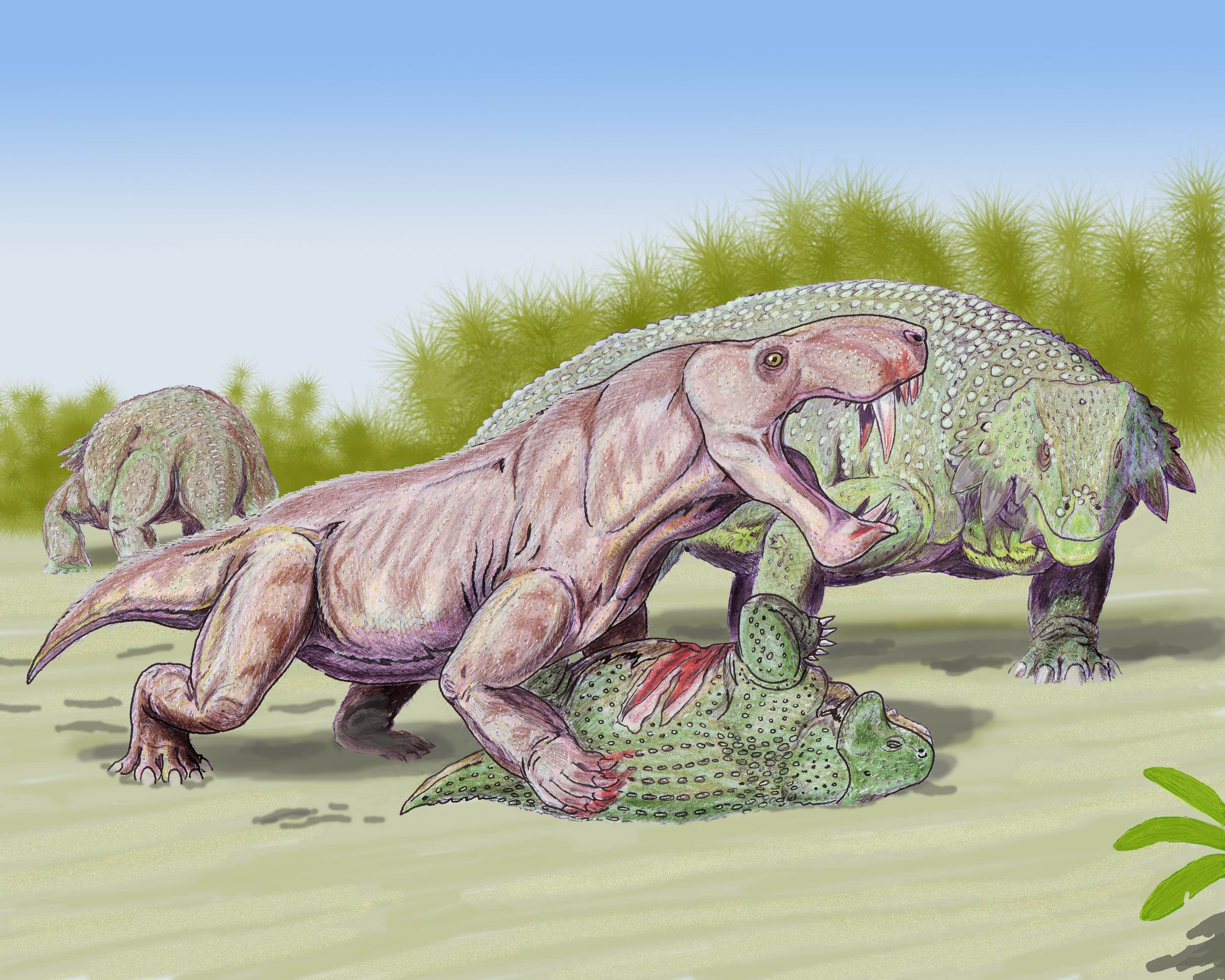
Иностранцевия и скутозавры
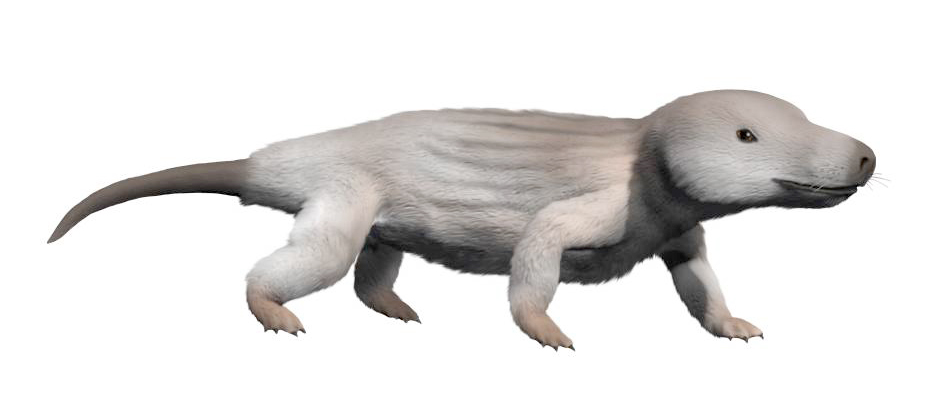
Цинодонт Dvinia prima